# Lorschi füveskönyv

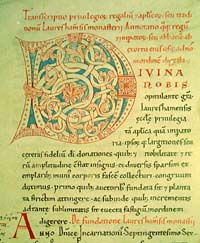
A lorschi füveskönyv első lapja

A lorschi füveskönyv vagy más néven Lorschi kódex (latinul: Codex Laureshamensis, németül: Lorscher Codex) egy fontos középkori történeti dokumentum, egyházi kincs, mely a Németország középső részén található Lorschi bencés apátságban készült. Az írás 460 oldalas és 3800 bejegyzést tartalmaz. Kézzel írták karoling minuscula írásmóddal, a kezdőlapja egy színes D betűt formázó iniciáléval kezdődik. A Bajor Állami Archívumban tárolják.

## Története
A kódex nagy valószínűséggel 1167 és 1190 között íródott. A Worms közelében lévő Lorsch kolostor működéséhez kapcsolódó vásárlásokat és adományokat írja le kezdve Richbod apát vezetésétől a 8. század végétől. Az egyházi kincsnek számító írás, történeti forrásként képet ad a kor viszonyairól és az akkori szokásokról. 
Valószínűleg ókori forrásokon is alapul, de az akkori növényvilágot is figyelembe veszi. Bizonyos növényeket, például a gyömbér egyes fajtáit, melyeket korábban még nagy mennyiségben árultak a kereskedők, a lorschi szerzetesek idejében már csak nehezen lehetett beszerezni, hiszen nagyon drágák voltak. Ezért a szerzeteseknek más növényeket kellett találniuk helyettük.
A kódex igen érdekes szöveggel kezdődik, valamiféle igazolással. A "Védekezés az orvostudomány nevében" azt a konfliktust tükrözi, hogy az orvostudomány gyakorlása vajon Istennek tetsző dolog-e vagy sem. Hiszen az ókori források, amelyekből a kolostori gyógyászat végül is táplálkozott, pogány eredetűek. Ráadásul babonák is átszőtték ezeket, mint például Caius Plinius Caecilius Naturalis historiáját.
A korai kereszténység idején még úgy tartották, hogy a betegség az ember önhibájából alakul ki, és Isten akarata szerint való, amit az orvosok tehetetlensége még igazolni is látszott. 573-ban ekképp panaszkodott Gergely püspök:
Ugyan mire képesek az orvosok az eszközeikkel? Inkább fájdalmat okoznak, mint enyhülést.
A Lorschi füveskönyv bibliai idézetekre hivatkozva elsőként védi meg az orvosi gyakorlatot, és hozza összhangba a keresztényi felebaráti szeretettel. A kézirat legnagyobb része öt nagy, felületesen rendezett receptgyűjteményből, valamint táplálkozási tanácsokból (dietétika) áll. Az egyszerű, olcsó szerek és eljárások mellett igen bonyolult és drága keverékeket is ajánl. Még tartalomjegyzék is járul a könyvhöz, hogy az alkalmazási módok gyorsabban megtalálhatók legyenek.